# مادرمانیا
مادرمانیا (به اسپانیایی: Madremaña) یک منطقهٔ مسکونی در اسپانیا است که در ژیرونس واقع شده‌است. مادرمانیا ۱۳٫۷ کیلومتر مربع مساحت دارد.